# NGC 7467
NGC 7467 (другие обозначения — PGC 70310, MCG 2-58-57, ZWG 430.53, NPM1G +15.0597) — галактика в созвездии Пегас.
Этот объект входит в число перечисленных в оригинальной редакции «Нового общего каталога».